# Copa Sul-Americana de 2014

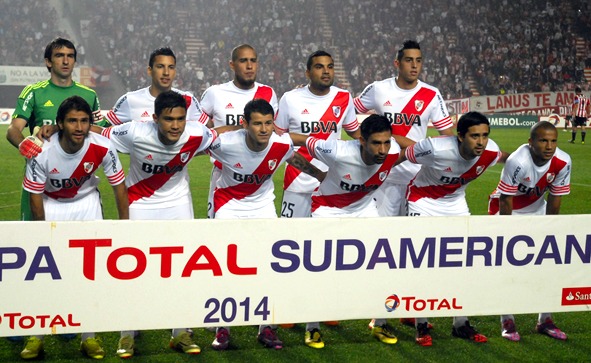
, vencedor da competição.

A Copa Sul-Americana de 2014, denominado oficialmente Copa Total Sul-Americana de 2014 por motivos de patrocínio, foi a 13.ª edição do torneio de futebol realizado no segundo semestre de cada ano pela Confederação Sul-Americana de Futebol (CONMEBOL). Equipes das dez associações sul-americanas participaram do torneio.
Pelo segundo ano consecutivo o título ficou com uma equipe da Argentina, com a vitória do River Plate sobre o Atlético Nacional por 3–1 no placar agregado da final. No jogo de ida, em Medellín, as equipes empataram em 1–1. A vitória por 2–0 em Buenos Aires garantiu a conquista inédita ao River Plate.
O campeão conquistou uma vaga para a disputa da Copa Libertadores da América de 2015 e também da Recopa Sul-Americana de 2015 contra o San Lorenzo, campeão da Copa Libertadores da América de 2014, além de participar da Copa Suruga Bank do ano seguinte, contra o campeão da Copa da Liga Japonesa do mesmo ano.

## Equipes classificadas
| País                                  | Equipe                    | Classificação |
| ------------------------------------- | ------------------------- | --- |
| Argentina · (6 vagas + atual campeão) | Lanús                     | Campeão da Copa Sul-Americana de 2013                                                                              |
| Argentina · (6 vagas + atual campeão) | River Plate               | Campeão da Primeira Divisão de 2013–14                                                                             |
| Argentina · (6 vagas + atual campeão) | Boca Juniors              | Melhor pontuação na temporada 2013–14 não classificado para a segunda fase da Copa Libertadores de 2014            |
| Argentina · (6 vagas + atual campeão) | Estudiantes               | 2ª melhor pontuação na temporada 2013–14 não classificado para a segunda fase da Copa Libertadores de 2014         |
| Argentina · (6 vagas + atual campeão) | Gimnasia y Esgrima        | 3ª melhor pontuação na temporada 2013–14 não classificado para a segunda fase da Copa Libertadores de 2014         |
| Argentina · (6 vagas + atual campeão) | Godoy Cruz                | 4ª melhor pontuação na temporada 2013–14 não classificado para a segunda fase da Copa Libertadores de 2014         |
| Argentina · (6 vagas + atual campeão) | Rosário Central           | 5ª melhor pontuação na temporada 2013–14 não classificado para a segunda fase da Copa Libertadores de 2014         |
| Bolívia · (4 vagas)                   | San José                  | 3º colocado do Torneio Clausura de 2013                                                                            |
| Bolívia · (4 vagas)                   | Jorge Wilstermann         | 4º colocado no Torneio Apertura de 2013                                                                            |
| Bolívia · (4 vagas)                   | Nacional Potosí           | 5º colocado no Torneio Apertura de 2013                                                                            |
| Bolívia · (4 vagas)                   | Universitario de Sucre    | 6º colocado no Torneio Apertura de 2013                                                                            |
| Brasil · (8 vagas)                    | Vitória                   | Eliminado antes da quarta fase da Copa do Brasil de 2014 com a melhor campanha no Campeonato Brasileiro de 2013    |
| Brasil · (8 vagas)                    | Goiás                     | Eliminado antes da quarta fase da Copa do Brasil de 2014 com a 2ª melhor campanha no Campeonato Brasileiro de 2013 |
| Brasil · (8 vagas)                    | São Paulo                 | Eliminado antes da quarta fase da Copa do Brasil de 2014 com a 3ª melhor campanha no Campeonato Brasileiro de 2013 |
| Brasil · (8 vagas)                    | Bahia                     | Eliminado antes da quarta fase da Copa do Brasil de 2014 com a 4ª melhor campanha no Campeonato Brasileiro de 2013 |
| Brasil · (8 vagas)                    | Internacional             | Eliminado antes da quarta fase da Copa do Brasil de 2014 com a 5ª melhor campanha no Campeonato Brasileiro de 2013 |
| Brasil · (8 vagas)                    | Criciúma                  | Eliminado antes da quarta fase da Copa do Brasil de 2014 com a 6ª melhor campanha no Campeonato Brasileiro de 2013 |
| Brasil · (8 vagas)                    | Fluminense                | Eliminado antes da quarta fase da Copa do Brasil de 2014 com a 7ª melhor campanha no Campeonato Brasileiro de 2013 |
| Brasil · (8 vagas)                    | Sport                     | Campeão da Copa do Nordeste de 2014                                                                                |
| Chile · (4 vagas)                     | Deportes Iquique          | Campeão da Copa Chile de 2013–14                                                                                   |
| Chile · (4 vagas)                     | Cobresal                  | Campeão da Liguilla do Torneio Clausura de 2014                                                                    |
| Chile · (4 vagas)                     | Universidad Católica      | Melhor pontuação da temporada 2013–14 não classificado para a segunda fase da Copa Libertadores de 2014            |
| Chile · (4 vagas)                     | Huachipato                | Vice-campeão da Copa Chile 2013–14                                                                                 |
| Colômbia · (4 vagas)                  | Atlético Nacional         | Campeão da Copa Colômbia de 2013                                                                                   |
| Colômbia · (4 vagas)                  | Deportivo Cali            | Campeão da Superliga Colombiana de 2014                                                                            |
| Colômbia · (4 vagas)                  | Millonarios               | Melhor pontuação na temporada 2013 não classificado para a Copa Libertadores de 2014                               |
| Colômbia · (4 vagas)                  | Águilas Doradas           | 2ª melhor pontuação na temporada 2013 não classificado para a Copa Libertadores de 2014                            |
| Equador · (4 vagas)                   | Emelec                    | Campeão do Campeonato Equatoriano de 2013                                                                          |
| Equador · (4 vagas)                   | Independiente del Valle   | Vice-campeão do Campeonato Equatoriano de 2013                                                                     |
| Equador · (4 vagas)                   | Universidad Católica      | Melhor pontuação na temporada 2013 não classificado para a Copa Libertadores de 2014                               |
| Equador · (4 vagas)                   | Barcelona de Guayaquil    | 2ª melhor pontuação na temporada 2013 não classificado para a Copa Libertadores de 2014                            |
| Paraguai · (4 vagas)                  | Cerro Porteño             | Melhor pontuação entre os campeões dos torneios da Primeira Divisão de 2013                                        |
| Paraguai · (4 vagas)                  | Libertad                  | Melhor pontuação na temporada 2013 não classificado para a Copa Libertadores de 2014                               |
| Paraguai · (4 vagas)                  | General Díaz              | 2ª melhor pontuação na temporada 2013 não classificado para a Copa Libertadores de 2014                            |
| Paraguai · (4 vagas)                  | Deportivo Capiatá         | 3ª melhor pontuação na temporada 2013 não classificado para a Copa Libertadores de 2014                            |
| Peru · (4 vagas)                      | Alianza Lima              | Melhor pontuação no Campeonato Descentralizado de 2013 não classificado para a Copa Libertadores de 2014           |
| Peru · (4 vagas)                      | Universidad César Vallejo | 2ª melhor pontuação no Campeonato Descentralizado de 2013 não classificado para a Copa Libertadores de 2014        |
| Peru · (4 vagas)                      | UTC                       | 3ª melhor pontuação no Campeonato Descentralizado de 2013 não classificado para a Copa Libertadores de 2014        |
| Peru · (4 vagas)                      | Inti Gas                  | 4ª melhor pontuação no Campeonato Descentralizado de 2013 não classificado para a Copa Libertadores de 2014        |
| Uruguai · (4 vagas)                   | Danubio                   | Campeão do Campeonato Uruguaio de 2013–14                                                                          |
| Uruguai · (4 vagas)                   | River Plate               | Melhor pontuação no Campeonato Uruguaio de 2013–14 não classificado para a Copa Libertadores de 2015               |
| Uruguai · (4 vagas)                   | Peñarol                   | 2ª melhor pontuação no Campeonato Uruguaio de 2013–14 não classificado para a Copa Libertadores de 2015            |
| Uruguai · (4 vagas)                   | Rentistas                 | 3ª melhor pontuação no Campeonato Uruguaio de 2013–14 não classificado para a Copa Libertadores de 2015            |
| Venezuela · (4 vagas)                 | Caracas                   | Campeão da Copa Venezuela de 2013                                                                                  |
| Venezuela · (4 vagas)                 | Deportivo Anzoátegui      | 2ª melhor pontuação no Campeonato Venezuelano de 2013–14 não classificado para a Copa Libertadores de 2015         |
| Venezuela · (4 vagas)                 | Trujillanos               | Vencedor da Serie Sudamericana do Campeonato Venezuelano de 2013–14 com melhor pontuação                           |
| Venezuela · (4 vagas)                 | Deportivo La Guaira       | Vencedor da Serie Sudamericana do Campeonato Venezuelano de 2013–14 com pior pontuação                             |

## Sorteio
O sorteio que determinou os cruzamentos da competição foi realizado em 20 de maio de 2014, em Buenos Aires.
Com exceção do atual campeão do torneio, que entrou diretamente na fase de oitavas de final, as outras 46 equipes foram divididas em quatro zonas na primeira fase: Sul (Bolívia, Chile, Paraguai e Uruguai), Norte (Colômbia, Equador, Peru e Venezuela), Argentina e Brasil. As equipes das zonas Sul e Norte entraram na primeira fase e as equipes da Argentina e do Brasil a partir da segunda fase.

## Primeira fase
A primeira fase foi disputada por 32 equipes entre 19 e 28 de agosto, em partidas eliminatórias em ida e volta. Em caso de empate no placar agregado, a regra do gol fora de casa entraria em consideração e, persistindo a igualdade, a vaga seria definida em disputa por pênaltis.

### Zona Sul
| Chave | Equipe 1               | Total | Equipe 2          | Ida | Volta |
| ----- | ---------------------- | ----- | ----------------- | --- | ----- |
| G1    | Huachipato             | 6–3   | San José          | 3–1 | 3–2   |
| G2    | Universitario de Sucre | 2–1   | Deportes Iquique  | 2–0 | 0–1   |
| G3    | Deportivo Capiatá      | 5–3   | Danubio           | 3–1 | 2–2   |
| G4    | Rentistas              | 1–2   | Cerro Porteño     | 0–2 | 1–0   |
| G5    | General Díaz           | 4–3   | Cobresal          | 2–1 | 2–2   |
| G6    | Nacional Potosí        | 1–3   | Libertad          | 1–0 | 0–3   |
| G7    | Universidad Católica   | 0–4   | River Plate       | 0–1 | 0–3   |
| G8    | Peñarol                | 6–0   | Jorge Wilstermann | 2–0 | 4–0   |

### Zona Norte
| Chave | Equipe 1               | Total       | Equipe 2                  | Ida | Volta |
| ----- | ---------------------- | ----------- | ------------------------- | --- | ----- |
| G9    | Inti Gas               | 0–2         | Caracas                   | 0–1 | 0–1   |
| G10   | Barcelona de Guayaquil | 3–0         | Alianza Lima              | 3–0 | 0–0   |
| G11   | Deportivo La Guaira    | 1–2         | Atlético Nacional         | 1–1 | 0–1   |
| G12   | Águilas Doradas        | 2–3         | Emelec                    | 1–1 | 1–2   |
| G13   | UTC                    | 0–3         | Deportivo Cali            | 0–0 | 0–3   |
| G14   | Millonarios            | 3–4         | Universidad César Vallejo | 1–2 | 2–2   |
| G15   | Trujillanos            | 1–2         | Independiente del Valle   | 0–1 | 1–1   |
| G16   | Universidad Católica   | 2–2 (5–4 p) | Deportivo Anzoátegui      | 1–1 | 1–1   |

## Segunda fase
A segunda fase foi disputada pelas equipes da Argentina e do Brasil e os dezesseis que avançaram da primeira fase. Foram dezesseis chaves com partidas de ida e volta, sendo que o Lanús avançou diretamente às oitavas de final por ser o campeão do ano anterior. Em caso de empate no placar agregado, a regra do gol fora de casa entraria em consideração e, persistindo a igualdade, a vaga seria definida em disputa por pênaltis.
| Chave | Equipe 1                                           | Total                                              | Equipe 2                                           | Ida                                                | Volta                                              |
| ----- | -------------------------------------------------- | -------------------------------------------------- | -------------------------------------------------- | -------------------------------------------------- | -------------------------------------------------- |
| O1    | Sport                                              | 1–3                                                | Vitória                                            | 0–1                                                | 1–2                                                |
| O2    | Deportivo Capiatá                                  | 4–2                                                | Caracas                                            | 1–1                                                | 3–1                                                |
| O3    | Godoy Cruz                                         | 0–3                                                | River Plate                                        | 0–1                                                | 0–2                                                |
| O4    | Huachipato                                         | 2–1                                                | Universidad Católica                               | 2–0                                                | 0–1                                                |
| O5    | Fluminense                                         | 2–2 (gf)                                           | Goiás                                              | 2–1                                                | 0–1                                                |
| O6    | Peñarol                                            | 3–2                                                | Deportivo Cali                                     | 2–2                                                | 1–0                                                |
| O7    | Lanús diretamente classificado às oitavas de final | Lanús diretamente classificado às oitavas de final | Lanús diretamente classificado às oitavas de final | Lanús diretamente classificado às oitavas de final | Lanús diretamente classificado às oitavas de final |
| O8    | Universitario de Sucre                             | 2–5                                                | Universidad César Vallejo                          | 2–2                                                | 0–3                                                |
| O9    | Internacional                                      | 1–3                                                | Bahia                                              | 0–2                                                | 1–1                                                |
| O10   | Independiente del Valle                            | 1–3                                                | Cerro Porteño                                      | 1–0                                                | 0–3                                                |
| O11   | Gimnasia y Esgrima                                 | 0–1                                                | Estudiantes                                        | 0–0                                                | 0–1                                                |
| O12   | Emelec                                             | 3–2                                                | River Plate                                        | 2–1                                                | 1–1                                                |
| O13   | Criciúma                                           | 2–3                                                | São Paulo                                          | 2–1                                                | 0–2                                                |
| O14   | Barcelona de Guayaquil                             | 1–2                                                | Libertad                                           | 1–0                                                | 0–2                                                |
| O15   | Rosário Central                                    | 1–4                                                | Boca Juniors                                       | 1–1                                                | 0–3                                                |
| O16   | Atlético Nacional                                  | 3–3 (gf)                                           | General Díaz                                       | 0–2                                                | 3–1                                                |

## Fase final
Em itálico, os times que possuem o mando de campo no primeiro jogo do confronto e em negrito os times classificados.
|  | Oitavas de final                | Oitavas de final               | Oitavas de final               | Oitavas de final               |       |                   | Quartas de final              | Quartas de final              | Quartas de final              | Quartas de final              |  |                         | Semifinais          | Semifinais          | Semifinais          | Semifinais          |                   |   | Final              | Final              | Final              | Final              |
|  | 30 de setembro a 23 de outubro  | 30 de setembro a 23 de outubro | 30 de setembro a 23 de outubro | 30 de setembro a 23 de outubro |       |                   | 29 de outubro a 6 de novembro | 29 de outubro a 6 de novembro | 29 de outubro a 6 de novembro | 29 de outubro a 6 de novembro |  |                         | 19 a 27 de novembro | 19 a 27 de novembro | 19 a 27 de novembro | 19 a 27 de novembro |                   |   | 3 e 10 de dezembro | 3 e 10 de dezembro | 3 e 10 de dezembro | 3 e 10 de dezembro |
|  |                                 |                                |                                |                                |       |                   |                               |                               |                               |                               |  |                         |                     |                     |                     |                     |                   |   |                    |                    |                    |                    |
|  | Atlético Nacional               | 2                              | 1                              | 3                              |       |                   |                               |                               |                               |                               |  |                         |                     |                     |                     |                     |                   |   |                    |                    |                    |                    |
|  | Vitória                         | 2                              | 0                              | 2                              |       |                   |                               |                               |                               |                               |  |                         |                     |                     |                     |                     |                   |   |                    |                    |                    |                    |
|  | Vitória                         | 2                              | 0                              | 2                              |       | Atlético Nacional | 1                             | 1                             | 2                             |                               |  |                         |                     |                     |                     |                     |                   |   |                    |                    |                    |                    |
|  |                                 |                                |                                |                                |       | Atlético Nacional | 1                             | 1                             | 2                             |                               |  |                         |                     |                     |                     |                     |                   |   |                    |                    |                    |                    |
|  |                                 | Universidad César Vallejo      | 0                              | 0                              | 0     |                   |                               |                               |                               |                               |  |                         |                     |                     |                     |                     |                   |   |                    |                    |                    |                    |
|  | Bahia                           | Universidad César Vallejo      | 0                              | 0                              | 0     | 2                 | 0                             | 2 (6)                         |                               |                               |  |                         |                     |                     |                     |                     |                   |   |                    |                    |                    |                    |
|  | Bahia                           |                                |                                |                                |       | 2                 | 0                             | 2 (6)                         |                               |                               |  |                         |                     |                     |                     |                     |                   |   |                    |                    |                    |                    |
|  | Universidad César Vallejo (pen) | 0                              | 2                              | 2 (7)                          |       |                   |                               |                               |                               |                               |  |                         |                     |                     |                     |                     |                   |   |                    |                    |                    |                    |
|  | Universidad César Vallejo (pen) | 0                              | 2                              | 2 (7)                          |       |                   |                               |                               |                               |                               |  | Atlético Nacional (pen) | 1                   | 0                   | 1 (4)               |                     |                   |   |                    |                    |                    |                    |
|  |                                 |                                |                                |                                |       |                   |                               |                               |                               |                               |  | Atlético Nacional (pen) | 1                   | 0                   | 1 (4)               |                     |                   |   |                    |                    |                    |                    |
|  |                                 | São Paulo                      | 0                              | 1                              | 1 (1) |                   |                               |                               |                               |                               |  |                         |                     |                     |                     |                     |                   |   |                    |                    |                    |                    |
|  | São Paulo                       | São Paulo                      | 0                              | 1                              | 1 (1) | 1                 | 3                             | 4                             |                               |                               |  |                         |                     |                     |                     |                     |                   |   |                    |                    |                    |                    |
|  | São Paulo                       |                                |                                |                                |       | 1                 | 3                             | 4                             |                               |                               |  |                         |                     |                     |                     |                     |                   |   |                    |                    |                    |                    |
|  | Huachipato                      | 0                              | 2                              | 2                              |       |                   |                               |                               |                               |                               |  |                         |                     |                     |                     |                     |                   |   |                    |                    |                    |                    |
|  | Huachipato                      | 0                              | 2                              | 2                              |       | São Paulo         | 4                             | 2                             | 6                             |                               |  |                         |                     |                     |                     |                     |                   |   |                    |                    |                    |                    |
|  |                                 |                                |                                |                                |       | São Paulo         | 4                             | 2                             | 6                             |                               |  |                         |                     |                     |                     |                     |                   |   |                    |                    |                    |                    |
|  |                                 | Emelec                         | 2                              | 3                              | 5     |                   |                               |                               |                               |                               |  |                         |                     |                     |                     |                     |                   |   |                    |                    |                    |                    |
|  | Emelec (pen)                    | Emelec                         | 2                              | 3                              | 5     | 1                 | 0                             | 1 (6)                         |                               |                               |  |                         |                     |                     |                     |                     |                   |   |                    |                    |                    |                    |
|  | Emelec (pen)                    |                                |                                |                                |       | 1                 | 0                             | 1 (6)                         |                               |                               |  |                         |                     |                     |                     |                     |                   |   |                    |                    |                    |                    |
|  | Goiás                           | 0                              | 1                              | 1 (5)                          |       |                   |                               |                               |                               |                               |  |                         |                     |                     |                     |                     |                   |   |                    |                    |                    |                    |
|  | Goiás                           | 0                              | 1                              | 1 (5)                          |       |                   |                               |                               |                               |                               |  |                         |                     |                     |                     |                     | Atlético Nacional | 1 | 0                  | 1                  |                    |                    |
|  |                                 |                                |                                |                                |       |                   |                               |                               |                               |                               |  |                         |                     |                     |                     |                     |                   | 1 | 0                  | 1                  |                    |                    |
|  |                                 | River Plate                    | 1                              | 2                              | 3     |                   |                               |                               |                               |                               |  |                         |                     |                     |                     |                     |                   |   |                    |                    |                    |                    |
|  | Boca Juniors (pen)              | River Plate                    | 1                              | 2                              | 3     | 0                 | 1                             | 1 (4)                         |                               |                               |  |                         |                     |                     |                     |                     |                   |   |                    |                    |                    |                    |
|  | Boca Juniors (pen)              |                                |                                |                                |       | 0                 | 1                             | 1 (4)                         |                               |                               |  |                         |                     |                     |                     |                     |                   |   |                    |                    |                    |                    |
|  | Deportivo Capiatá               | 1                              | 0                              | 1 (3)                          |       |                   |                               |                               |                               |                               |  |                         |                     |                     |                     |                     |                   |   |                    |                    |                    |                    |
|  | Deportivo Capiatá               | 1                              | 0                              | 1 (3)                          |       | Boca Juniors      | 1                             | 4                             | 5                             |                               |  |                         |                     |                     |                     |                     |                   |   |                    |                    |                    |                    |
|  |                                 |                                |                                |                                |       | Boca Juniors      | 1                             | 4                             | 5                             |                               |  |                         |                     |                     |                     |                     |                   |   |                    |                    |                    |                    |
|  |                                 | Cerro Porteño                  | 0                              | 1                              | 1     |                   |                               |                               |                               |                               |  |                         |                     |                     |                     |                     |                   |   |                    |                    |                    |                    |
|  | Cerro Porteño                   | Cerro Porteño                  | 0                              | 1                              | 1     | 2                 | 1                             | 3                             |                               |                               |  |                         |                     |                     |                     |                     |                   |   |                    |                    |                    |                    |
|  | Cerro Porteño                   |                                |                                |                                |       | 2                 | 1                             | 3                             |                               |                               |  |                         |                     |                     |                     |                     |                   |   |                    |                    |                    |                    |
|  | Lanús                           | 1                              | 1                              | 2                              |       |                   |                               |                               |                               |                               |  |                         |                     |                     |                     |                     |                   |   |                    |                    |                    |                    |
|  | Lanús                           | 1                              | 1                              | 2                              |       |                   |                               |                               |                               |                               |  | Boca Juniors            | 0                   | 0                   | 0                   |                     |                   |   |                    |                    |                    |                    |
|  |                                 |                                |                                |                                |       |                   |                               |                               |                               |                               |  | Boca Juniors            | 0                   | 0                   | 0                   |                     |                   |   |                    |                    |                    |                    |
|  |                                 | River Plate                    | 0                              | 1                              | 1     |                   |                               |                               |                               |                               |  |                         |                     |                     |                     |                     |                   |   |                    |                    |                    |                    |
|  | Estudiantes (pen)               | River Plate                    | 0                              | 1                              | 1     | 2                 | 1                             | 3 (3)                         |                               |                               |  |                         |                     |                     |                     |                     |                   |   |                    |                    |                    |                    |
|  | Estudiantes (pen)               |                                |                                |                                |       | 2                 | 1                             | 3 (3)                         |                               |                               |  |                         |                     |                     |                     |                     |                   |   |                    |                    |                    |                    |
|  | Peñarol                         | 1                              | 2                              | 3 (1)                          |       |                   |                               |                               |                               |                               |  |                         |                     |                     |                     |                     |                   |   |                    |                    |                    |                    |
|  | Peñarol                         | 1                              | 2                              | 3 (1)                          |       | Estudiantes       | 1                             | 2                             | 3                             |                               |  |                         |                     |                     |                     |                     |                   |   |                    |                    |                    |                    |
|  |                                 |                                |                                |                                |       | Estudiantes       | 1                             | 2                             | 3                             |                               |  |                         |                     |                     |                     |                     |                   |   |                    |                    |                    |                    |
|  |                                 | River Plate                    | 2                              | 3                              | 5     |                   |                               |                               |                               |                               |  |                         |                     |                     |                     |                     |                   |   |                    |                    |                    |                    |
|  | Libertad                        | River Plate                    | 2                              | 3                              | 5     | 1                 | 0                             | 1                             |                               |                               |  |                         |                     |                     |                     |                     |                   |   |                    |                    |                    |                    |
|  | Libertad                        |                                |                                |                                |       | 1                 | 0                             | 1                             |                               |                               |  |                         |                     |                     |                     |                     |                   |   |                    |                    |                    |                    |
|  | River Plate                     | 3                              | 2                              | 5                              |       |                   |                               |                               |                               |                               |  |                         |                     |                     |                     |                     |                   |   |                    |                    |                    |                    |

### Final
Jogo de ida
| 3 de dezembro | Atlético Nacional | 1 – 1     | River Plate    | Estádio Atanasio Girardot, Medellín                             |
| 19:15 (UTC−5) | Berrío 34'        | Relatório | Pisculichi 65' | Público: 44 412[carece de fontes?] Árbitro: BRA Ricardo Marques |

Jogo de volta
| 10 de dezembro | River Plate                | 2 – 0     | Atlético Nacional | Estádio Monumental de Núñez, Buenos Aires                     |
| 21:15 (UTC−3)  | Mercado 54' · Pezzella 58' | Relatório |                   | Público: 68 350[carece de fontes?] Árbitro: URU Darío Ubríaco |

## Premiação
| Copa Sul-Americana de 2014      |
| Argentina                       |
| ------------------------------- |
| River Plate Campeão (1º título) |

## Artilharia
| 5 gols (1) - Andrés Vilches (Huachipato) - Miler Bolaños (Emelec) 4 gols (5) - Andrés Chávez (Boca Juniors) - Andy Pando (Universidad César Vallejo) - Fabio Escobar (Deportivo Capiatá) - Óscar Romero (Cerro Porteño) - Rodrigo Mora (River Plate) 3 gols (12) - Ángel Mena (Emelec) - Diego Vera (Estudiantes) - Edwin Cardona (Atlético Nacional) - Erik (Goiás) - Guido Carrillo (Estudiantes) - Jonathan Rodríguez (Peñarol) - Luis Carlos Ruiz (Atlético Nacional) - Michael Santos (River Plate-URU) - Michel Bastos (São Paulo) - Hernán Rodrigo López (Libertad) - Paulo Henrique Ganso (São Paulo) - Roberto Gamarra (General Díaz) 2 gols (21) - Alan Kardec (São Paulo) - Carlos Augusto Rivas (Deportivo Cali) - Carlos Ruiz Peralta (Deportivo Capiatá) - Cristian Díaz (San José) - Cristian Nasuti (Deportivo Cali) - Daniel Bocanegra (Atlético Nacional) - Daniel Chávez (Universidad César Vallejo) - Daniel Güiza (Cerro Porteño) - Edson (Fluminense) - Emmanuel Gigliotti (Boca Juniors) - Fernando Giménez (Emelec) - Fernando Uribe (Millonarios) - Gabriel Mercado (River Plate) - Germán Pezzella (River Plate) - Giovanni Simeone (River Plate) - Ismael Blanco (Barcelona) - Jonathan Calleri (Boca Juniors) - Leonardo Pisculichi (River Plate) - Marcelo Zalayeta (Peñarol) - Óscar Ramón Ruiz (Deportivo Capiatá) - Ronald Quinteros (Universidad César Vallejo) 1 gol (98) - Alejandro Bejarano (Universitario de Sucre) - Alejandro Bernal (Atlético Nacional) - Alexandre Pato (São Paulo) - Ángelo Sagal (Huachipato) | 1 gol (continuação) - Antonio Bareiro (Libertad) - Antônio Carlos (São Paulo) - Armando Solís (Independiente del Valle) - Armando Wila (Universidad Católica-EQU) - Arturo Mina (Independiente del Valle) - Blas Cáceres (General Díaz) - Blas Irala (Deportivo Capiatá) - Carlos Andrés Sánchez (River Plate) - Carlos Camacho (Universitario de Sucre) - Carlos Espinosa (Huachipato) - Carlos Rodrigo Núñez (Peñarol) - Charles da Silva (Nacional Potosí) - Claudio Vargas (Libertad) - Cristian López (Deportivo Capiatá) - Cristian Penilla (Barcelona) - Cristian Techera (River Plate-URU) - Damián Macaluso (Peñarol) - Daniel Angulo (Independiente del Valle) - Daniel Curé (Caracas) - Diego Álvarez (Águilas Doradas) - Diego Braghieri (Lanús) - Diego Macedo (Bahia) - Diogo Bittencourt (Peñarol) - Donald Millán (Universidad César Vallejo) - Ednei (Vitória) - Édson Silva (São Paulo) - Emanuel Herrera (Emelec) - Ernesto Farías (Danubio) - Fabián Estoyanoff (Peñarol) - Facundo Martínez (Universidad Católica-EQU) - Framber Villegas (Deportivo La Guaira) - Gabriel Boschilia (São Paulo) - Gonzalo Viera (Peñarol) - Guillermo Beltrán (Vitória) - Gustavo Alles (Rentistas) - Gustavo Toranzo (General Díaz) - Henrique (Bahia) - Henry Patta (Universidad Católica-EQU) - Hudson (São Paulo) - Joaquín Correa (Estudiantes) - Johan Fano (Águilas Doradas) - Johan Fuentes (Cobresal) - Jonathan Agudelo (Millonarios) - Jorge Daniel González (Libertad) - Jorge Rodríguez (Peñarol) - José Ortigoza (Cerro Porteño) - José Pedro Fuenzalida (Boca Juniors) - Juan Manuel Olivera (Peñarol) - Julio dos Santos (Cerro Porteño) | 1 gol (continuação) - Kaká (São Paulo) - Leandro Delgado (Huachipato) - Leandro Marín (Boca Juniors) - Leandro Rodríguez (River Plate-URU) - Leonardo Flores (Caracas) - Leonardo Povea (Huachipato) - Lucas Fonseca (Bahia) - Lucas Simón (Huachipato) - Lucca (Criciúma) - Manuel Arteaga (Deportivo Anzoátegui) - Marcinho (Vitória) - Marcos Mondaini (Emelec) - Martín Palavicini (Universitario de Sucre) - Matías Castro (Danubio) - Matías Donoso (Cobresal) - Mauro Bustamante (San José) - Orlando Berrío (Atlético Nacional) - Pablo Becker (Rosario Central) - Patricio Jerez (Cobresal) - Paulo Zunino (Danubio) - Pedro Chávez (General Díaz) - Pedro Velasco (Barcelona) - Ramiro Ballivián (Universitario de Sucre) - Ramiro Funes Mori (River Plate) - Rithely (Sport) - Rolando Escobar (Deportivo Anzoátegui) - Rómulo Otero (Caracas) - Rubert Quijada (Caracas) - Santiago García (River Plate-URU) - Santiago Silva (Lanús) - Santiago Tréllez (Atlético Nacional) - Sebastián Driussi (River Plate) - Sergio Álvarez (Trujillanos) - Sergio Herrera (Deportivo Cali) - Silvinho (Criciúma) - Teófilo Gutiérrez (River Plate) - Titi (Bahia) - Víctor Genes (General Díaz) - Víctor Mareco (Cerro Porteño) - Walter Mazzolatti (Deportes Iquique) - Wilder Guisao (Atlético Nacional) - William Barbio (Bahia) - William Chiroque (Universidad César Vallejo) - William Henrique (Vitória) - Willie (Vitória) Gols-contra (2) - Diego Macedo (Bahia, para o Internacional) - Jonathan Schunke (Estudiantes, para o River Plate) |

## Maiores públicos
Esses são os dez maiores públicos do campeonato:[carece de fontes?]
| Nº | Público | Mandante          | Placar | Visitante         | Estádio             | Data           | Fase      | Ref. |
| -- | ------- | ----------------- | ------ | ----------------- | ------------------- | -------------- | --------- | ---- |
| 1  | 68 350  | River Plate       | 2–0    | Atlético Nacional | Monumental de Núñez | 10 de dezembro | Final     |      |
| 2  | 65 250  | River Plate       | 1–0    | Boca Juniors      | Monumental de Núñez | 27 de novembro | Semifinal |      |
| 3  | 61 200  | River Plate       | 3–2    | Estudiantes       | Monumental de Núñez | 6 de novembro  | Quartas   |      |
| 4  | 58 700  | Boca Juniors      | 0–0    | River Plate       | La Bombonera        | 20 de novembro | Semifinal |      |
| 5  | 45 454  | São Paulo         | 1–0    | Atlético Nacional | Morumbi             | 26 de novembro | Semifinal |      |
| 6  | 45 000  | River Plate       | 2–0    | Libertad          | Monumental de Núñez | 22 de outubro  | Oitavas   |      |
| 6  | 45 000  | Boca Juniors      | 1–0    | Cerro Porteño     | La Bombonera        | 30 de outubro  | Quartas   |      |
| 8  | 44 000  | Atlético Nacional | 1–1    | River Plate       | Atanasio Girardot   | 3 de dezembro  | Final     |      |
| 8  | 44 000  | Atlético Nacional | 1–0    | São Paulo         | Atanasio Girardot   | 19 de novembro | Semifinal |      |
| 10 | 40 200  | Boca Juniors      | 0–1    | Deportivo Capiatá | La Bombonera        | 15 de outubro  | Oitavas   |      |